# Donja opornjačka arterija
Donja opornjačka arterija (lat. arteria mesenterica inferior) je krvna žila u trbušnoj šupljni grana trbušne aorte (lat. aorta abdominalis), koja okisgeniranom krvlju opskrbljuje debelo crijevo.
Donja opornjačka arterija daje sljedeće grane:
- gornja arterija ravnog crijeva (lat. arteria rectalis superior)
- arterija lijeve polovice obodnog crijeva (lat. arteria colica sinistra)
- lat. arteriae sigmoideae - sigmoidne arterije (najčešće: gornja, srednja i donja)